# Cuisine indienne
 (décembre 2021).
Si vous disposez d'ouvrages ou d'articles de référence ou si vous connaissez des sites web de qualité traitant du thème abordé ici, merci de compléter l'article en donnant les références utiles à sa vérifiabilité et en les liant à la section « Notes et références ».
La cuisine indienne recouvre une grande variété de cuisines régionales d'Inde. Elles sont influencées par les épices, herbes, fruits et légumes que l'on trouve dans chaque région du pays, mais également par la religion et l'histoire.
Ainsi, le végétarisme est très répandu dans la société indienne, majoritairement d'obédience hindoue, souvent résultat d'éthiques religieuses brahmaniques, jaïnes ou sikhes. La consommation de bovin ou de porc, de rapaces, etc., est limitée par les interdits de l'hindouisme et de l'islam. En revanche, au moins 60% des indiens apprécient quelque sorte de viande que ce soit. La cuisine indienne est influencée par les interactions avec la Perse et la présence européenne dans le sous-continent.

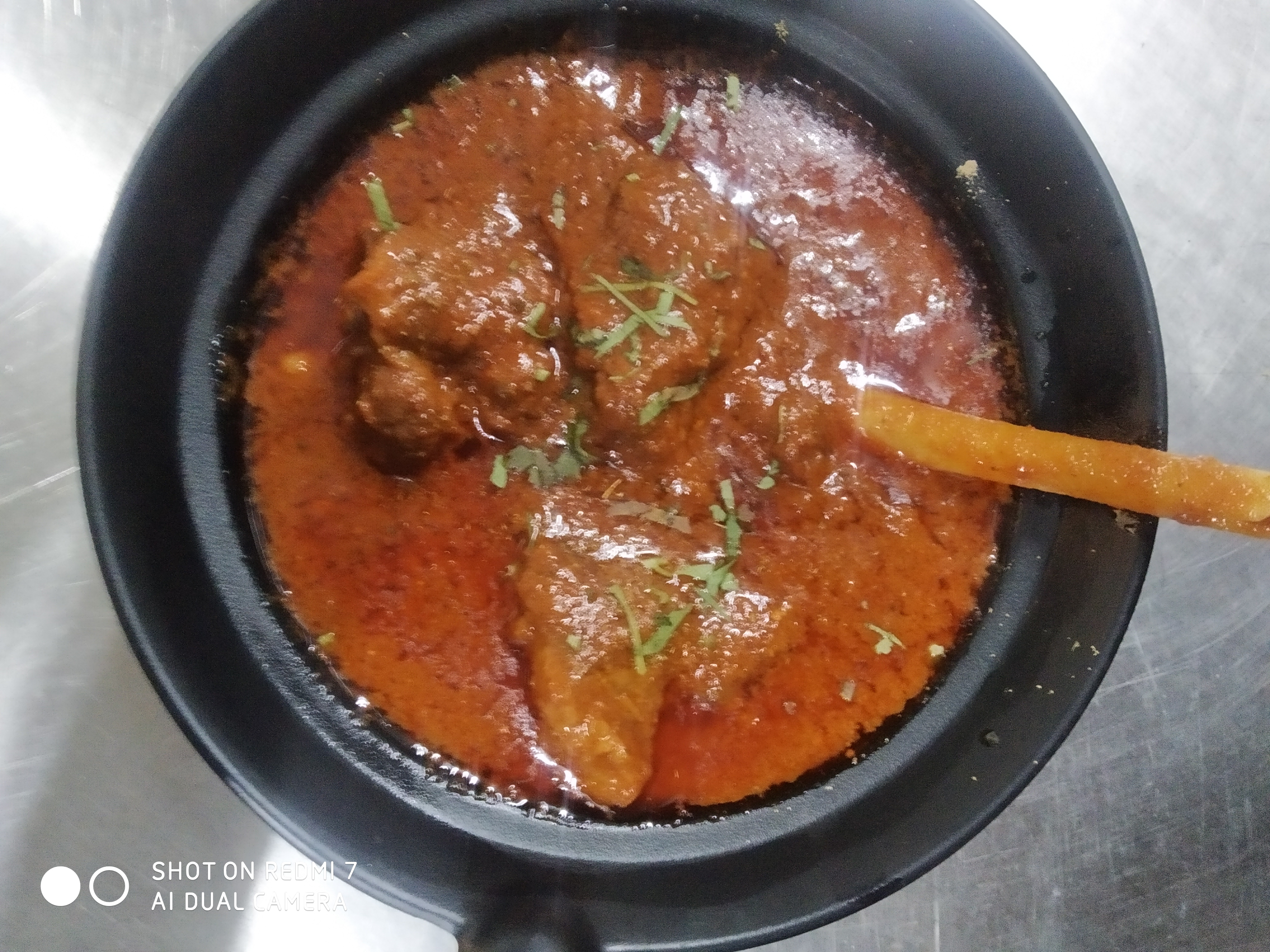
Roghan Josh, plat emblématique du Cachemire, a été élu le meilleur curry à la viande indien.

La cuisine indienne s'est répandue dans le monde avec les migrations des Indiens, notamment dans l'océan Indien, l'Europe, l'Amérique du Nord et les Antilles où elle a été enrichie d'apports nouveaux.

## Principaux ingrédients

### Épices

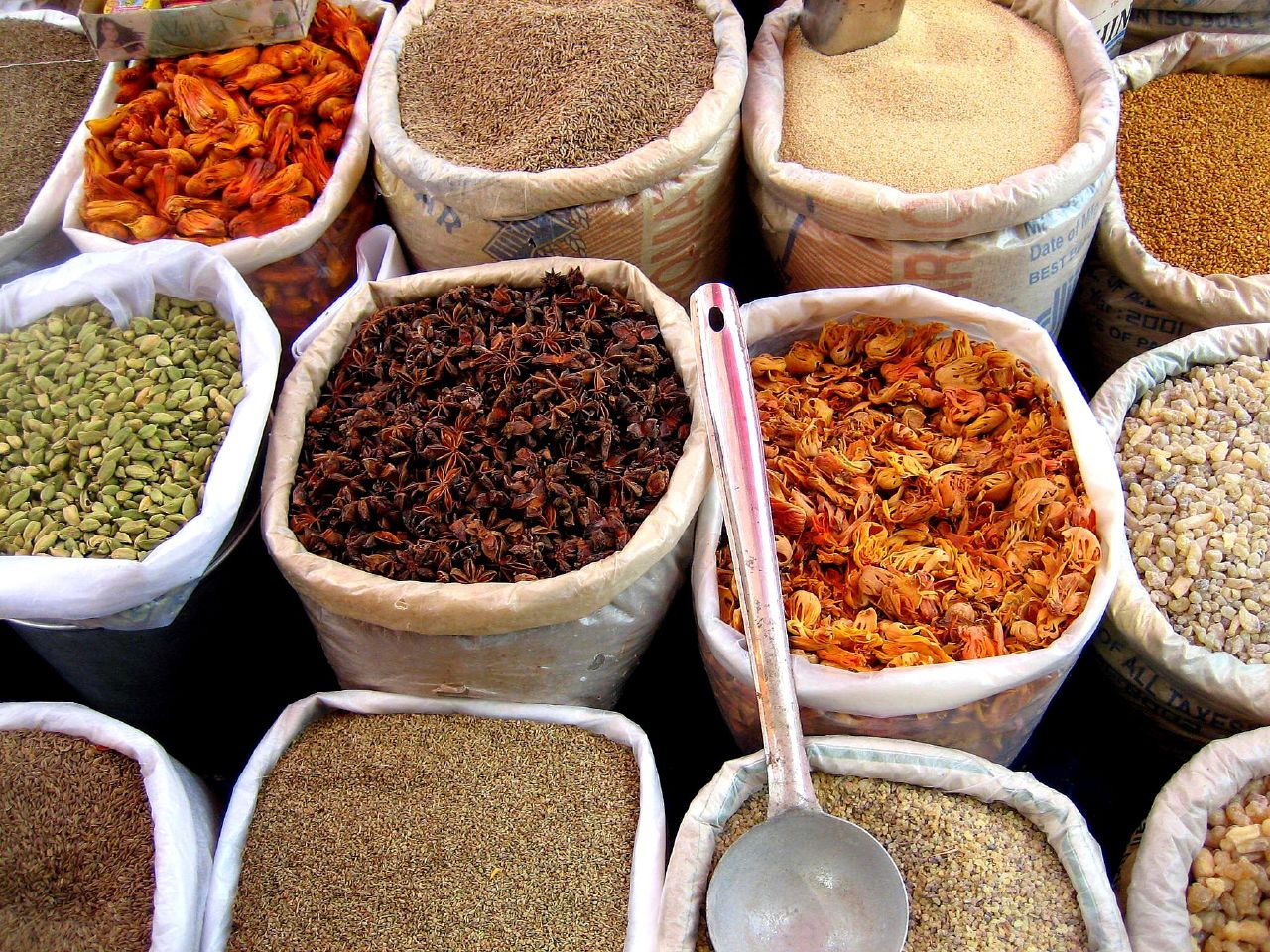
Épices dans un marché en Inde.

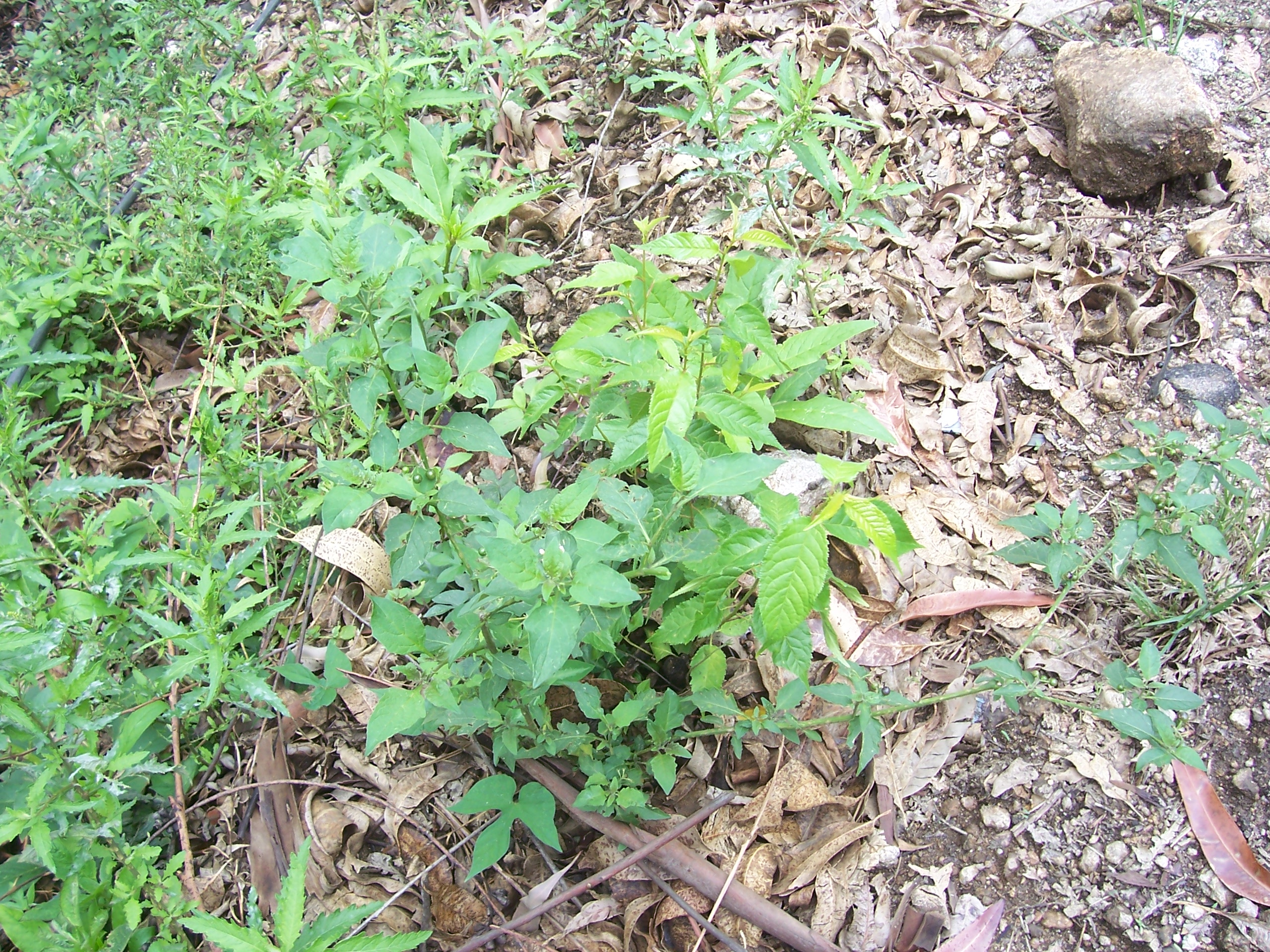
La fameuse plante de cari qui donne ce goût inimitable à la cuisine indienne.

Les épices sont d'une grande importance dans la cuisine indienne. Beaucoup de plats en sauce sont faits à base de masala. Le masala est un mélange d'épices qui caractérise chaque recette et qui est souvent nommé curry ou cari (en fait, le mot « curry » découle d'un mot tamoul signifiant « sauce », « accompagnement pour le riz »).
Parmi les épices utilisées :
- l'anis et la badiane (ou anis étoilé) ;
- l'ase fétide ;
- la cannelle en poudre ou en bâton ;
- la cardamome produite dans le Kerala ;
- le clou de girofle ;
- la coriandre en graine, en poudre ou fraîche ;
- le cumin en graines ou en poudre ;
- le curcuma ou safran des Indes ;
- le fenugrec ;
- les feuilles de curry ou cari patta ;
- le gingembre frais ou en poudre ;
- les graines de fenouil ;
- les graines de pavot ;
- le Cinnamomum tamala souvent faussement dénommé laurier ;
- la moutarde en graines ;
- la nigelle ou graines d'oignon ;
- la noix de muscade et son enveloppe, le macis ;
- le piment ;
- le poivre entier ou en poudre ;
- le safran ;
- le tamarin.

Ces épices sont souvent utilisées sous forme de mélange (masala), par exemple :
- garam masala, contenant de la cardamome, de la cannelle et du clou de girofle comme base, avec des variantes régionales, il sert à préparer certains plats végétariens et carnés ;
- pânch phoran (en), à base de moutarde en graines, de cumin, de fenugrec, d'anis et de nigelle, pour des plats végétariens et de poisson à la bengalie, à l'huile de moutarde.

### Viande
La cuisine non-végétarienne comprend surtout du poulet, du mouton, du poisson. En raison des interdits religieux, le bœuf et le porc sont peu cuisinés.

### Autres ingrédients caractéristiques
Parmi les autres ingrédients : les noix de cajou, la noix de coco, le lait de coco, les pistaches, l'ail, l'oignon, les amandes, la grenade en graines séchées, la menthe, l'eau de rose, le sésame en graines.

## Cuisines régionales

### Cuisine goanaise
D'une manière générale, la cuisine de Goa est moins piquante et l'influence occidentale est assez présente, avec notamment le porc vindaloo issu de l'influence Portugaise.

### Cuisine penjabie
Cette section ne cite pas suffisamment ses sources (décembre 2021). 

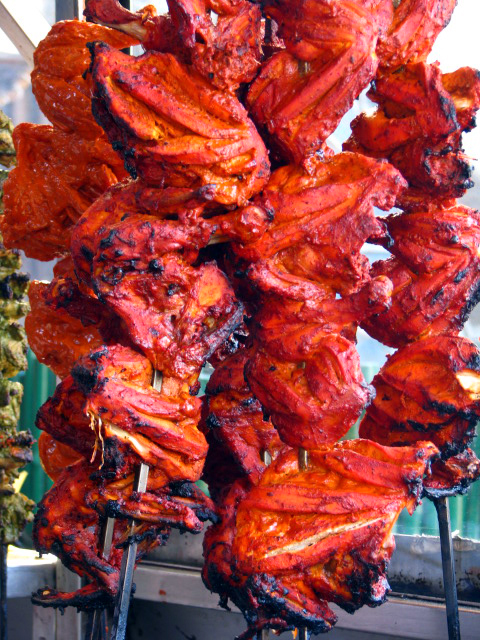
Poulet tandoori.

Beaucoup des plats indiens les plus connus en dehors de l'Inde, comme le poulet tandoori, les paranthas ou le dhal, sont originaires du Pendjab. La cuisine penjabie est influencée par les Moghols. Elle utilise beaucoup de ghee et de crème ainsi que du riz et du blé complet. Le masala comprend en général de l'oignon, de l'ail et du gingembre.
Les repas se prennent généralement accompagnés de toutes sortes de pains : naan, paratha, roti ou chapati.

### Cuisine tamoule
Les cuisines du sud sont très épicées, et seule la présence de riz cuisiné à la vapeur ou le yaourt et le lait dans leurs différentes préparations (babeurre, etc.) permettent d'en tempérer le feu.
La cuisine tamoule, moins influencée par les Moghols que celle du nord de l'Inde, recourt beaucoup moins aux laitages. Elle est le plus souvent végétarienne, et fait appel, outre le riz, à divers légumes et lentilles. Parmi les plus appréciés des assaisonnements, il y a les feuilles de curry, le curcuma, le tamarin, la coriandre, le gingembre, l'ail, les piments, la cannelle, le clou de girofle, la cardamome, le cumin, la noix muscade, la noix de coco, et bien d'autres encore, que fournit en particulier le Kerala voisin.
À la différence de certains états du nord, c'est le riz qui constitue à la fois la base du repas et l'accompagnement des plats. Ces derniers sont traditionnellement servis sur une feuille de bananier, ou dans le thali, plateau ou assiette compartimenté en acier inoxydable.

### Cuisine cachemirie

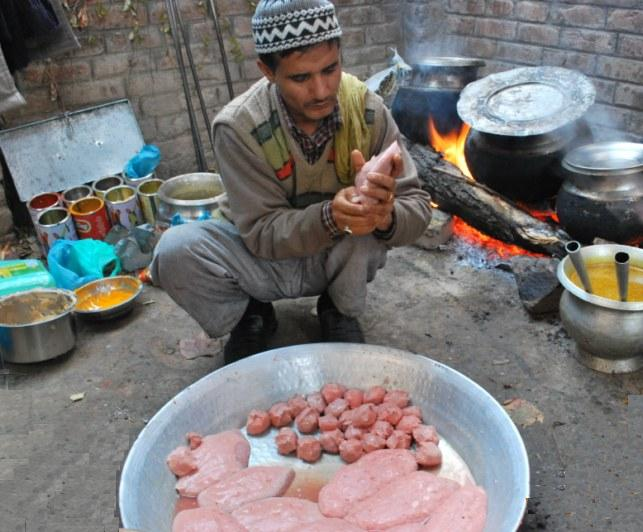
Chef cuisinier (waza).

La cuisine cachemirie est influencée par l'Asie Centrale et l'Afghanistan. Avec l'invasion de Tamerlan en 1398, des centaines d'artisans ont fui vers la vallée du Cachemire, et ce groupe comprenait des architectes, des tisserands, des sculpteurs sur bois et des cuisiniers. Ce sont les descendants de ces cuisiniers qui sont devenus les chefs du Cachemire ou des Waze (singulier : waza).
À la différence de certains états du sud, c'est le riz et la viande ovine qui constituent la base de repas. La gastronomie cachemirie recourt beaucoup plus à la viande de mouton. Environ 85% des Cachemiris mangent la viande au lieu de seulement 30% des Penjabis. Selon IANS, ils mangent 51,000 tonnes de mouton par an. D'une manière générale, la cuisine cachemirie est moins piquante et fait appel à diverses herbes fraîches et fruits de la Vallée du Cachemire.
De notre temps, le Cachemire possède son propre marché de légumes flottant sur le lac Dal à Srinagar, où les habitants font du commerce avec leur canoë. Le riche écosystème de cette zone humide produit beaucoup de tomates, concombres, châtaignes d'eau et bien sûr, le fameux nadur (tiges de lotus, une spécialité de la vallée du Cachemire).
|  |  |  |  |
|  |  |  |  |
|  |  |  |  |

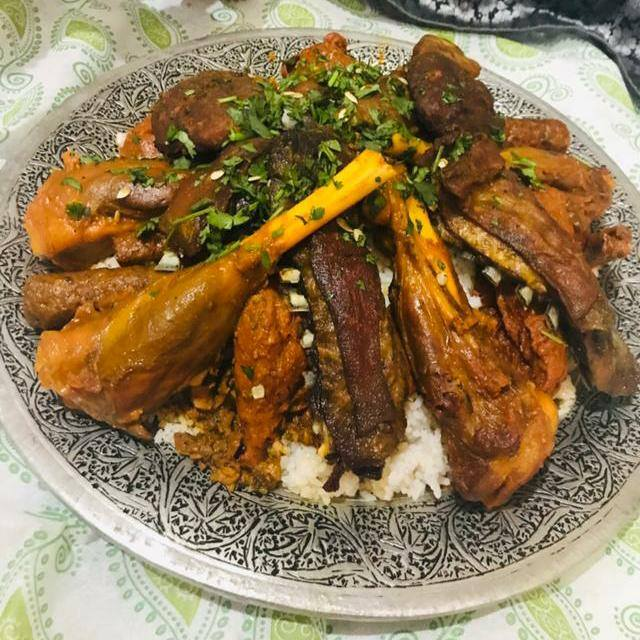
Le cérémonial du dîner (Wazwan)

Le Cachemire est d'ailleurs reconnu pour son fromage sec (maish-krej).
Parmi les épices utilisées :
- le piment du Cachemire, une variété assez douce mais connue pour sa belle couleur ;
- la célosie à fleurs rouges (mawal) séchées ;
- l'ase fétide ;
- le fenouil en poudre ;
- le gingembre en poudre ;
- le curcuma ;
- le laurier ;
- le safran ;
- le clou de girofle ;
- le tamarin ;
- le poivre entier ou en poudre ;
- la cardamome ;
- la graine de carvi (shah jeera).

Les repas se prennent généralement accompagnés de toutes sortes de pains boulangers (kandur-waan).

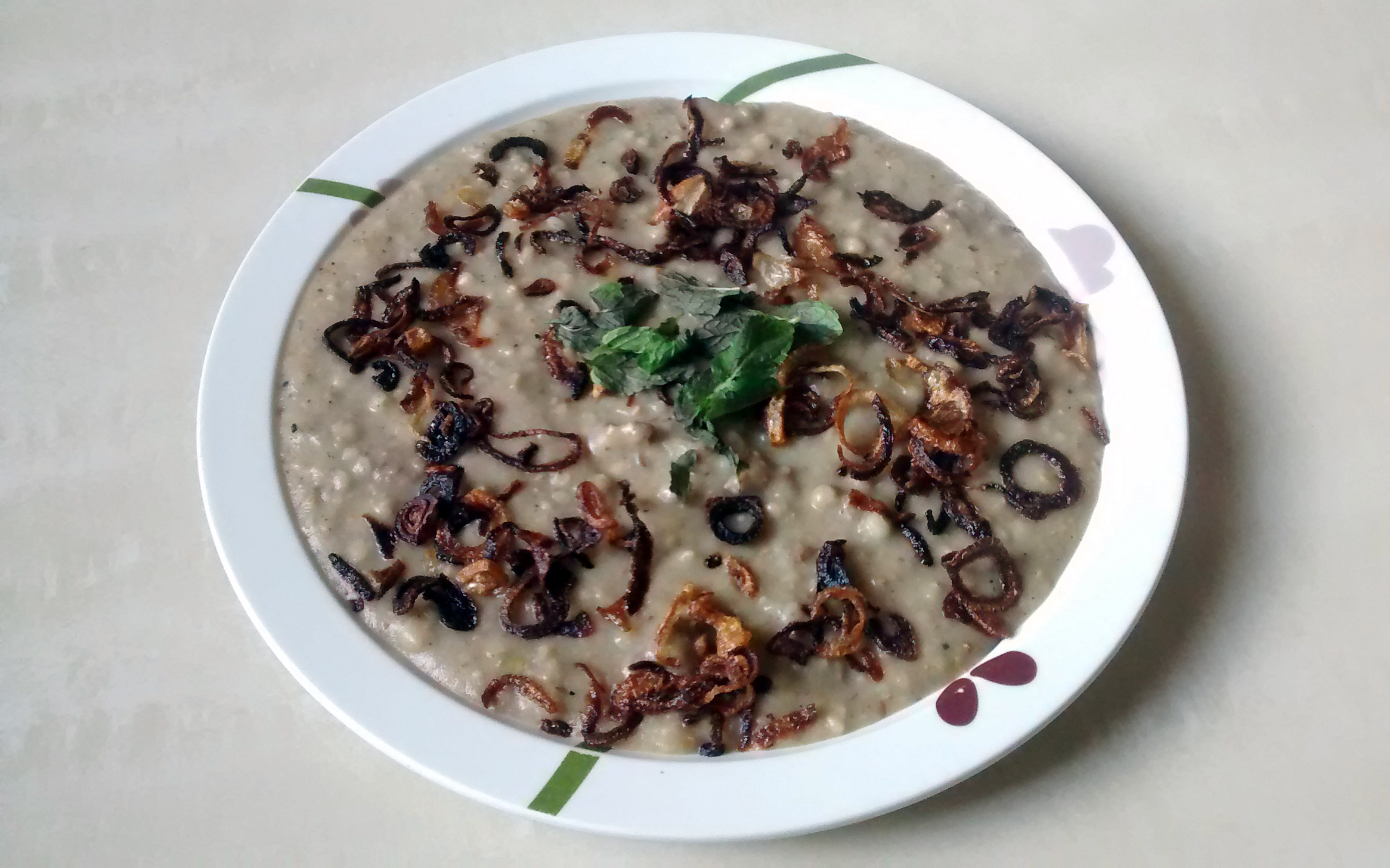
Harissa.

Les plats typiques sont :

#### Petit déjeuner
- Harissa, rillettes du Cachemire, savourées en hiver avec le pain du boulanger

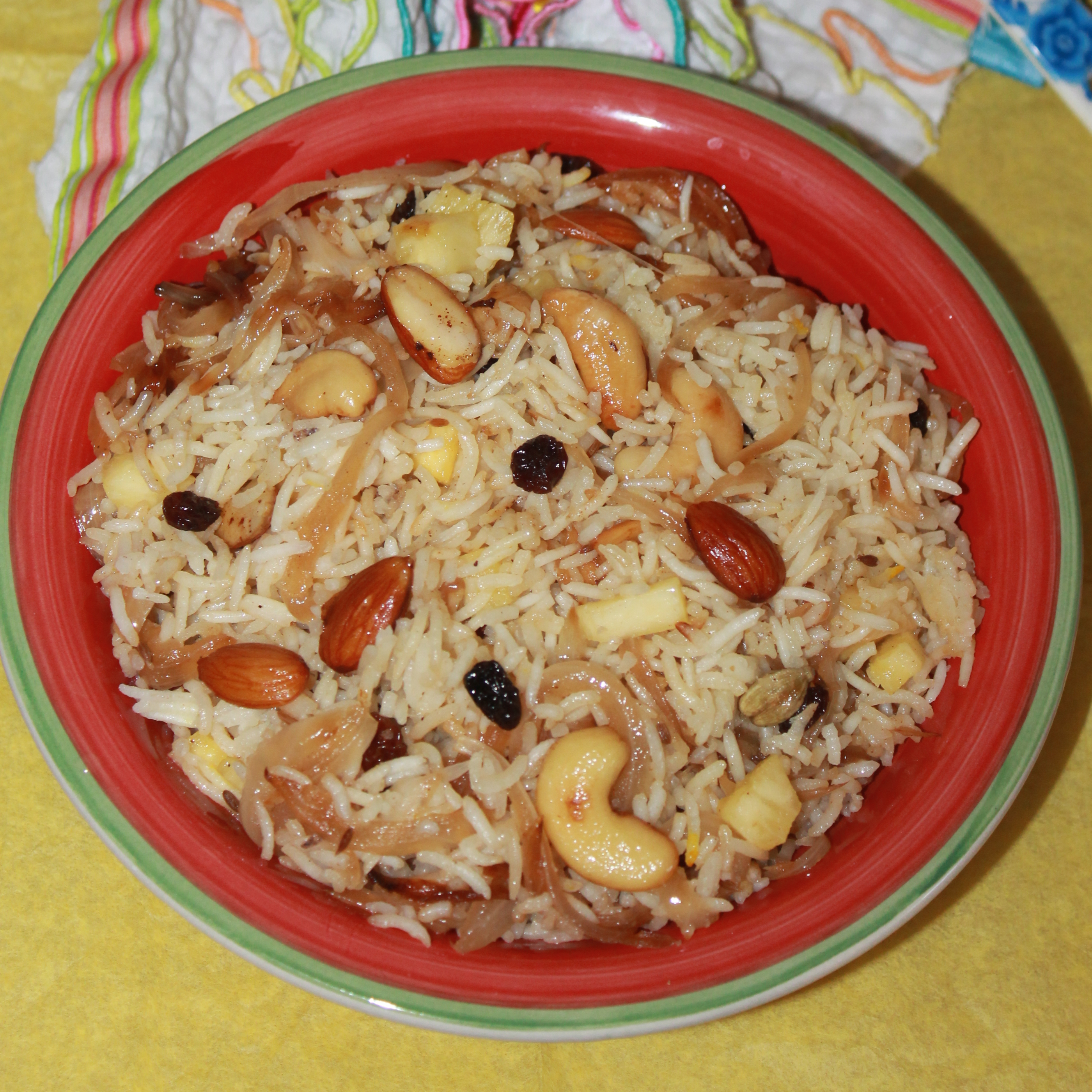
Modur Polav: Pilaf aux fruits secs.

#### Riz et pilafs
- Batta, riz blanc
- Tahaer, riz jaune
- Kanugucchi Polav, pilaf aux morilles séchées et ramassées à la main
- Modur Polav, pilaf doux aux fruits secs

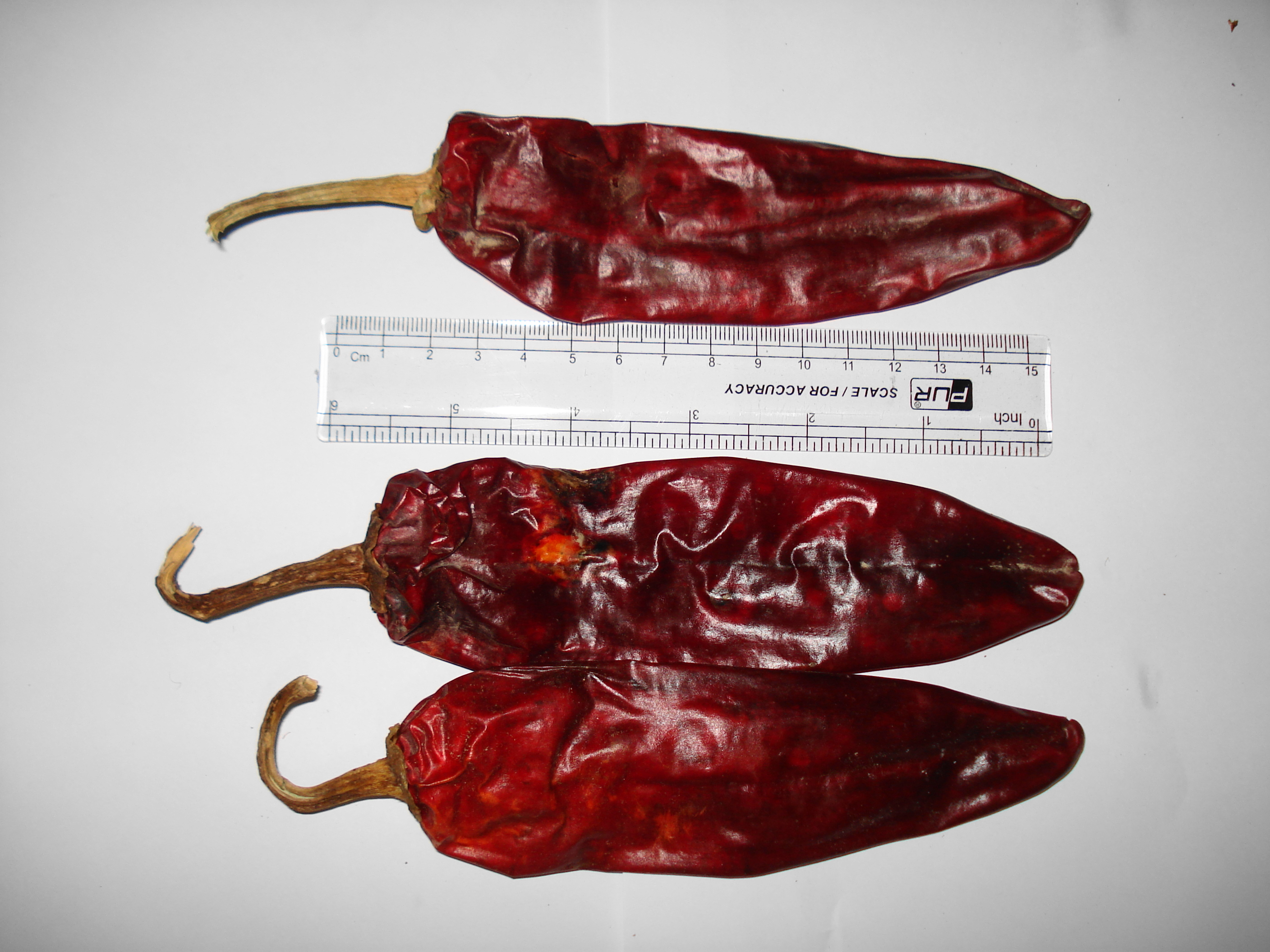
Le redoutable piment de cachemire.

#### Kababs et viandes ou légumes grillés/frits
- Kabab, une brochette longue de viande hachée
- Tabak maaz ou Kabargah, côtelettes de mouton mijotées au lait et ensuite frites au beurre clarifié
- Buzith matsch, viande grillée
- Buzith tschaman, fromage frais grillé
- Buzith hedar, champignons grillés
- Tujji, brochettes de poulet ou de bœuf ou de mouton, ou de poisson, au barbecue

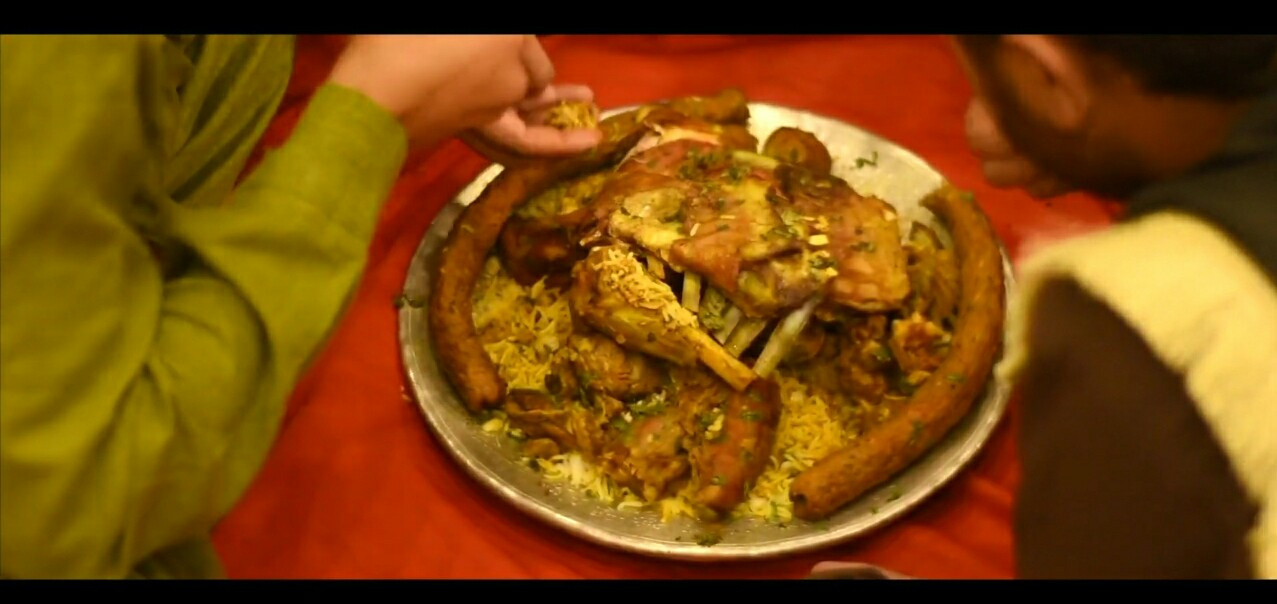
Pour le repas de mariage, il est de coutume de manger tous ensemble dans un plat commun.

- Gaad monji, poisson pané
- Phari/faer, poisson fumé entier

#### Ragoûts de viandes
- Roghan josh de mouton
- Yakhni de mouton
- Qaliya de mouton
- Aloobokhar korma, mouton aux prunes
- Badam korma, mouton aux amandes
- Dani phoul, jarret de mouton
- Aab Gosht, mouton cuit dans une sauce au lait
- Shab deg, pot-au-feu hivernal de mouton, ou de bœuf, ou de canard
- Rista, boulettes de viande
- Goshtaba, boulettes de viande au yaourt
- Waazeh kokur, poulet cuit au safran
- Safed kokur, poulet dans une sauce blanche
- Haand ta kokur, poulet aux feuilles de pissenlit
- Haak ta kokur, poulet au chou cavalier
- Yakhni de poulet
- Batak palak, canard aux épinards
- Shikaar ta nadir, gibier aux tiges de lotus

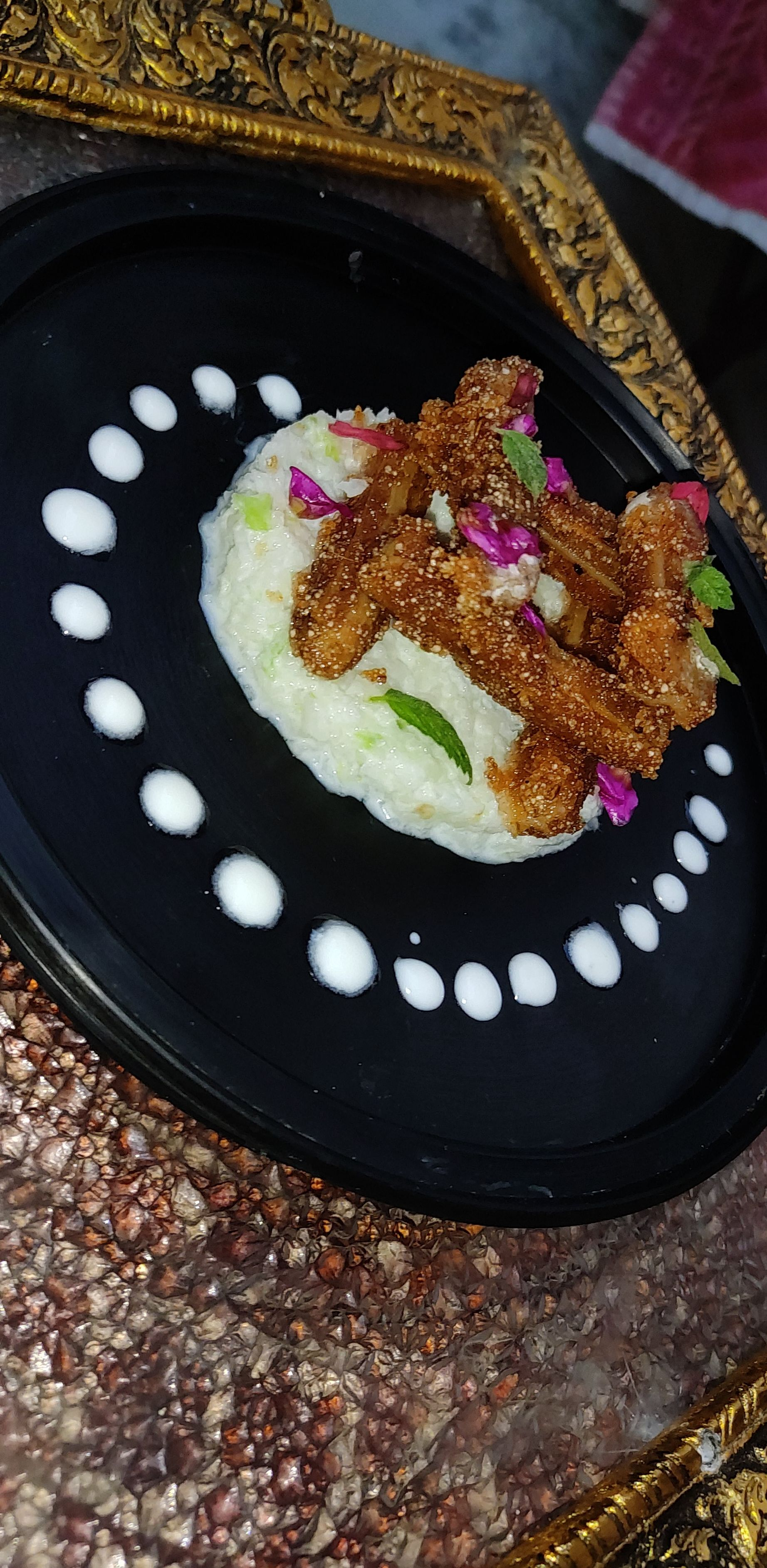
Nadur Monje; Beignets de tiges de lotus.

- Zombre thool, curry aux œufs typé

|  |  |  |  |
|  |  |  |  |
|  |  |  |  |
|  |  |  |  |

#### Poêlées
- Kanti, viande émincée au gingembre et aux piments verts
- Kabab Kanti, les morceaux de kabab sautés avec des oignons, des tomates et du lait caillé
- Tschaman Kanti, fromage indien mariné aux épices et sauté au curry
- Matar Matsch, petits pois sautés à la viande hachée
- Ver thool, œufs brouillés aux épices locales
- Methi maaz, intestins de mouton au fenugrec
- Choek charvan, foie épicé et acidulé de mouton
- Sotsal charvan, feuilles tendres du mauve avec le foie de mouton
- Waazeh heddar, champignons

#### Ragoûts de poissons
- Hok gaad, poissons séchés de lacs
- Mujji gaad, poissons aux radis blanc
- Nadir gaad, poissons aux tiges de lotus
- Monji gaad, poissons au chou rave
- Haak gaad, poissons au chou cavalier

#### Légumineuses et légumes secs
- Razmah, haricots rouges aux épices du Cachemire
- Razmah goagji, haricots rouges aux navets
- Razmah nadur, haricots rouges aux tiges de lotus
- Razmah hemb, haricots frais aux couleurs variées
- Waare muth, haricots tortues noires
- Waare muth goagji, haricots tortues noires aux navets

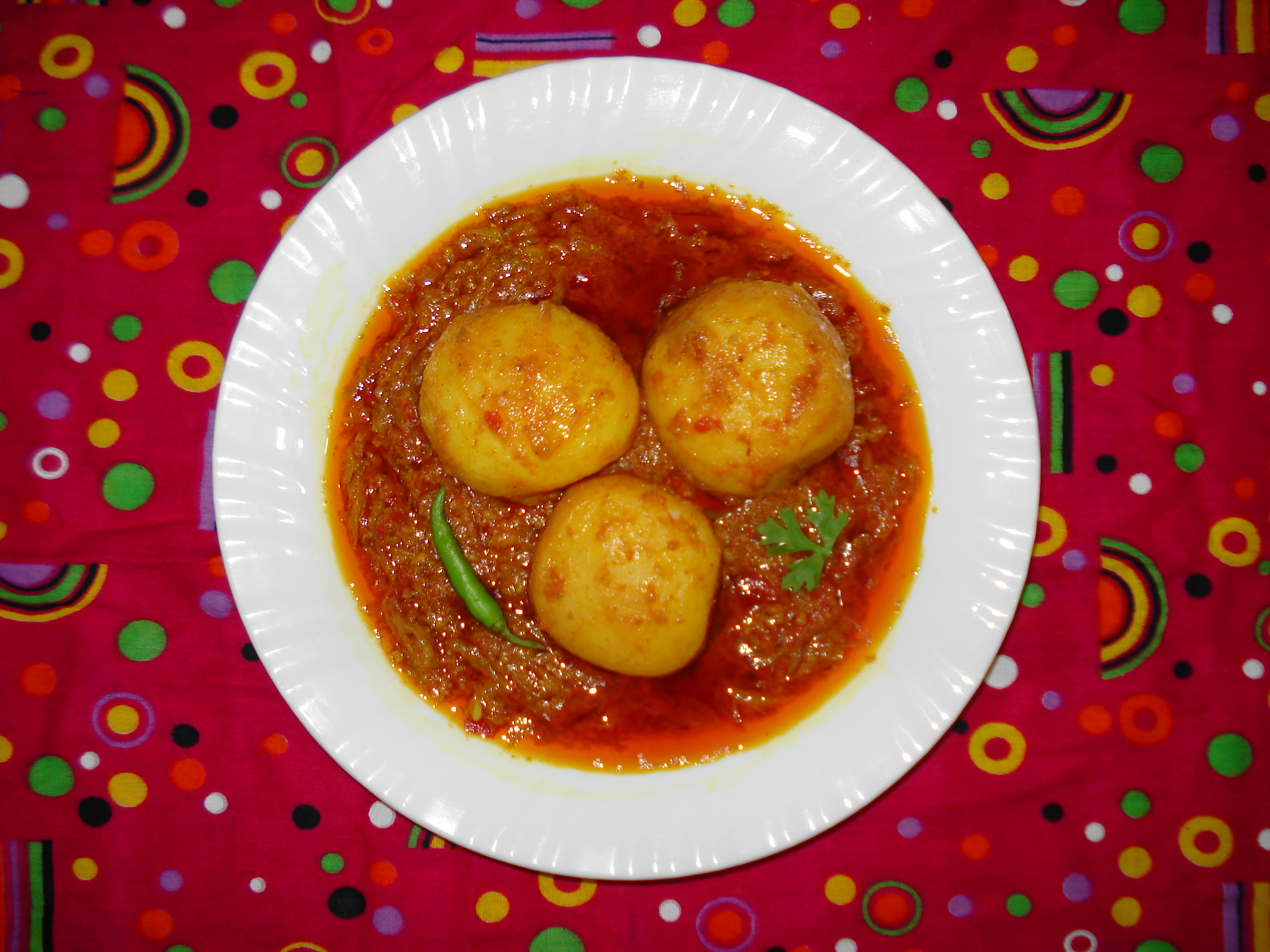
Dam Olav: un plat végétarien typique.

#### Casseroles de légumes
- Dam olav, pommes de terres légendaires aux trois cuissons
- Choek wangan, aubergines au tamarin, originaire du Cachemire
- Choek nadir, tiges de lotus au tamarin

#### Casseroles de fromage frais (paneer)
- Lyader tschaman, fromage frais dans une émulsion jaune riche en curcuma
- Ruwangun tschaman, fromage frais aux tomates
- Kanugucchi tschaman, fromage frais aux morilles sauvages

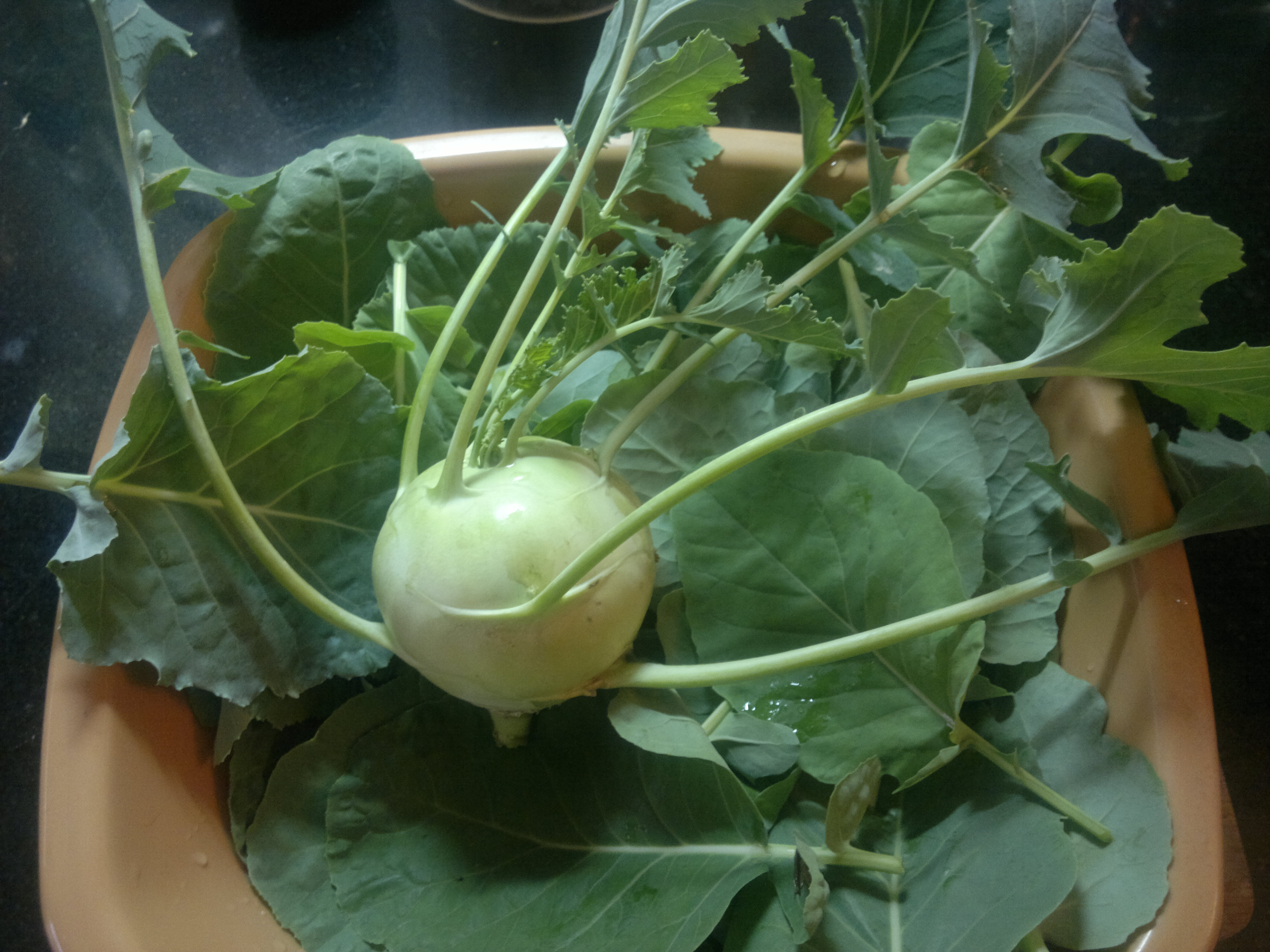
Chou rave avec feuilles et racines.

#### Feuilles vertes
- Haak, chou cavalier
- Obuj, oseille
- Sotsal, feuilles de mauve
- Haand, feuilles de pissenlit
- Goagji haak, feuilles de navets
- Mujji haak, feuilles de radis blanc

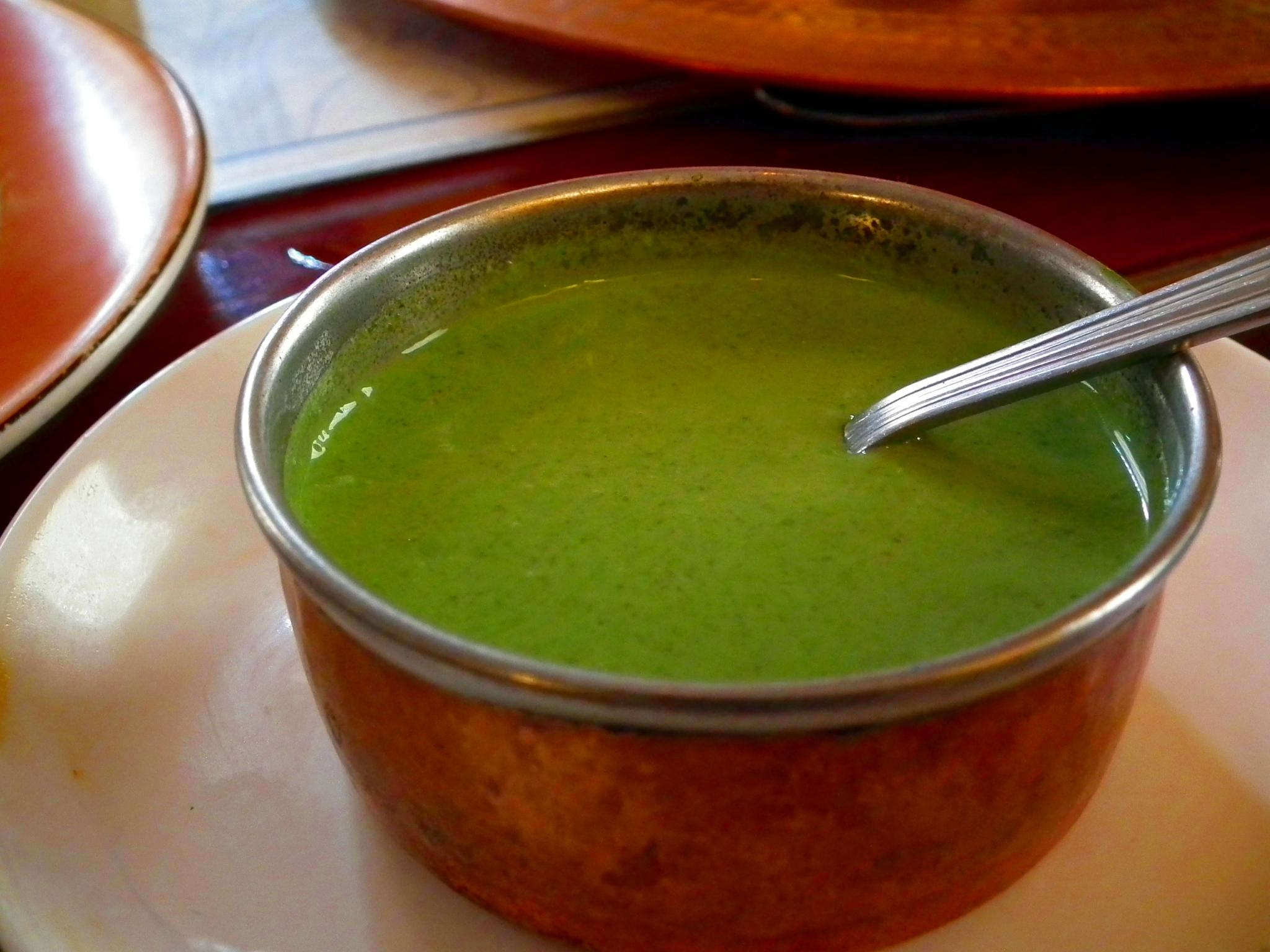
Chutney à la menthe.

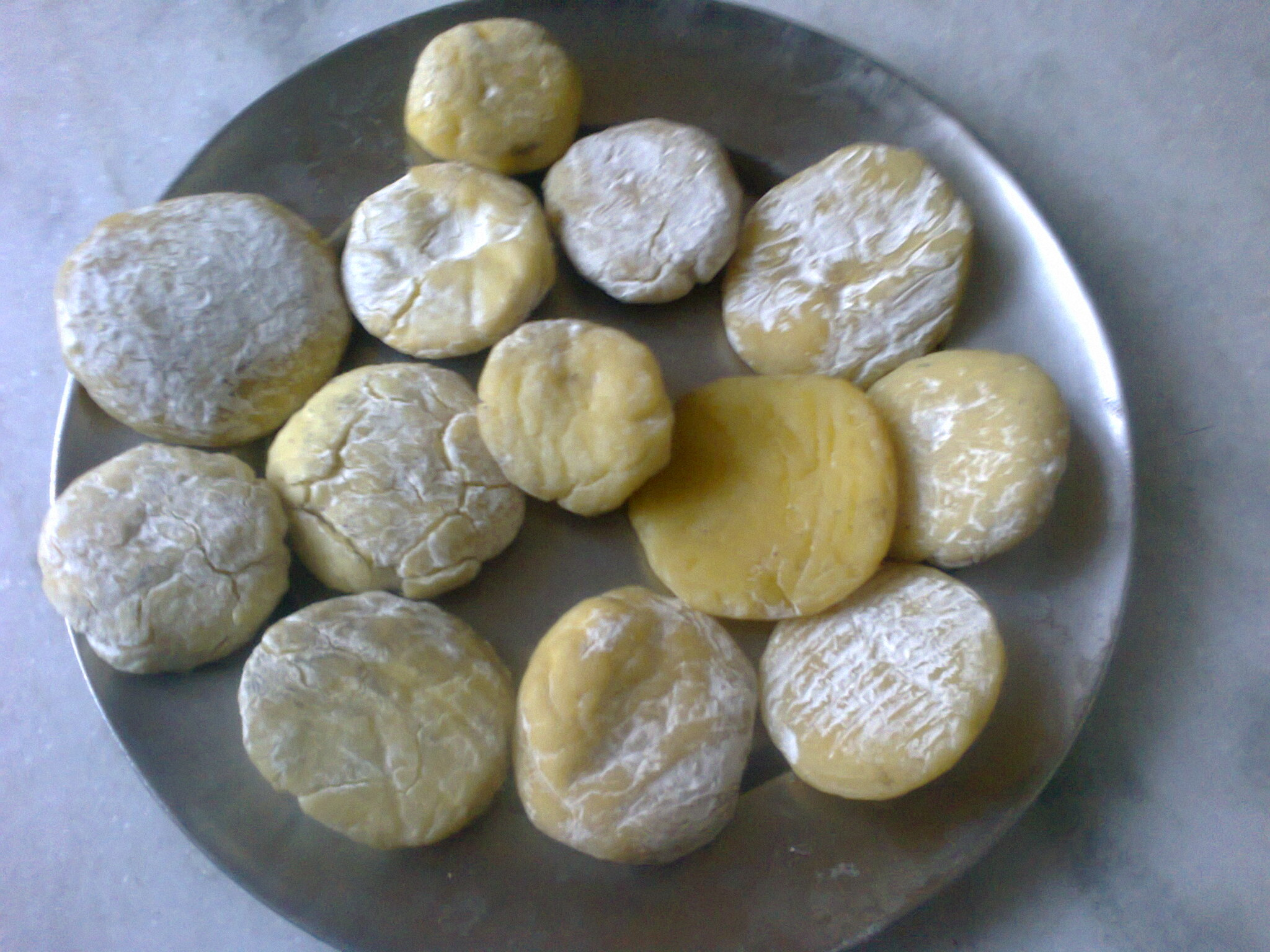
Maesh-crari ou Kalari.

- Monje haak, feuilles de chou rave
- Meeth, feuilles de fenugrec
- Palak, épinards
- Wapal haak, feuilles de cardère

#### Chutneys
- Doon muj chetin, chutney aux noix et aux radis blanc
- Gand chetin, chutney aux oignons
- Anardan chetin, chutney aux graines de grenades séchées

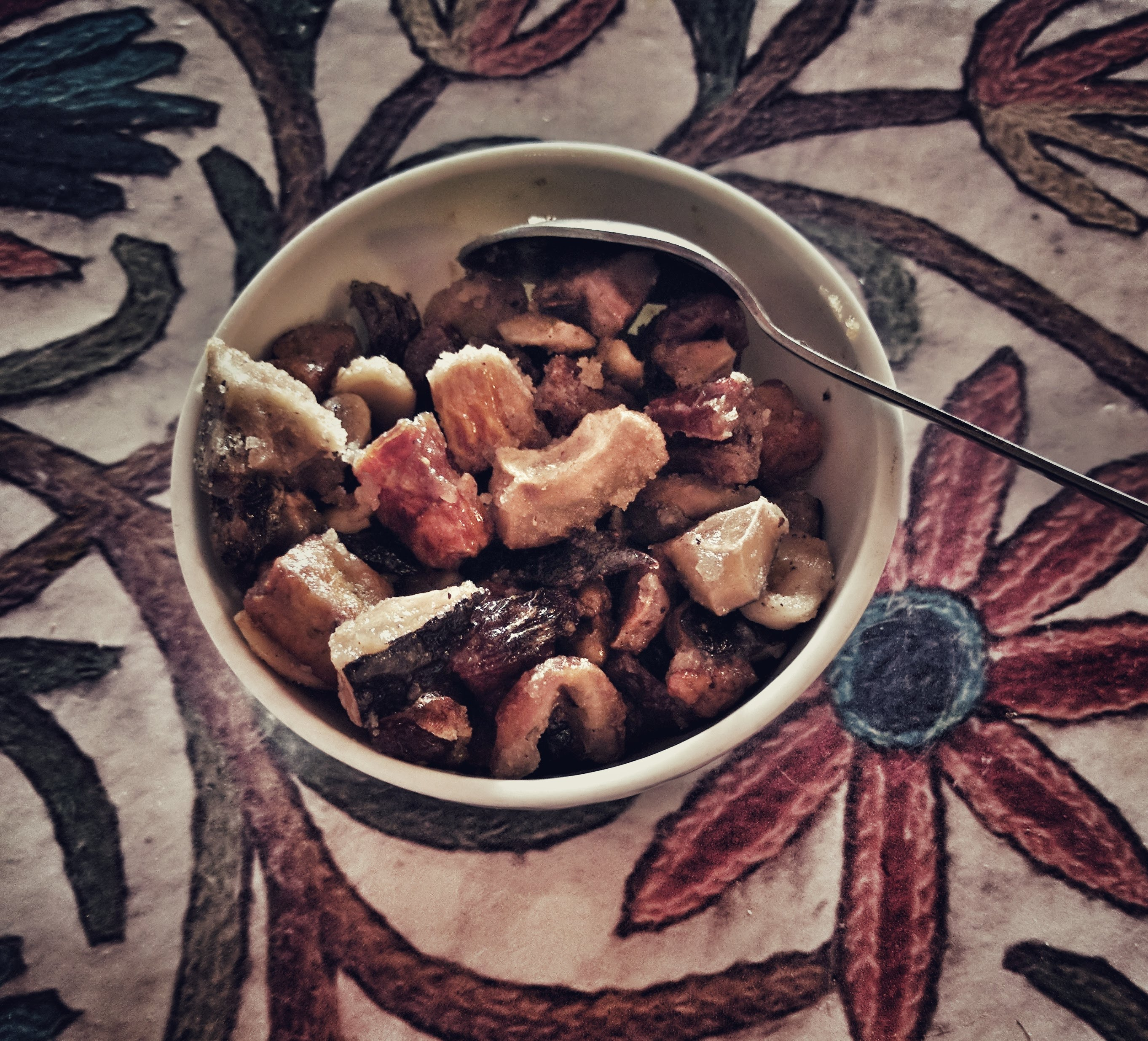
Shufta

- Zeresh chetin, chutney aux cassis
- Pudna chetin, chutney à la menthe
- Sangter chetin, chutney à l'orange

#### Fromages
- Maesh crari, la mozzarella du Cachemire
- Paneer, fromage frais maison

#### Autres Laitages
- Zamut dodh, yaourt maison
- Zafrani zamut dodh, yaourt aromatisé au safran
- Zamut dodh ta zyur, yaourt nature condimenté au sel et aux graines de carvi

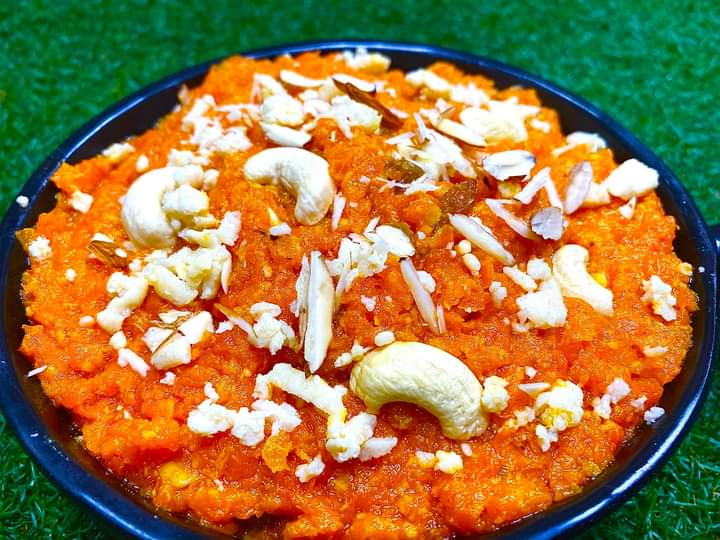
Gazari Halwa.

#### Desserts
- Shufta
- Kong Phirin, riz au lait au safran
- Roth
- Kulfi, glace indienne
- Gazari Halwa, halwa aux carottes et à la cardamome

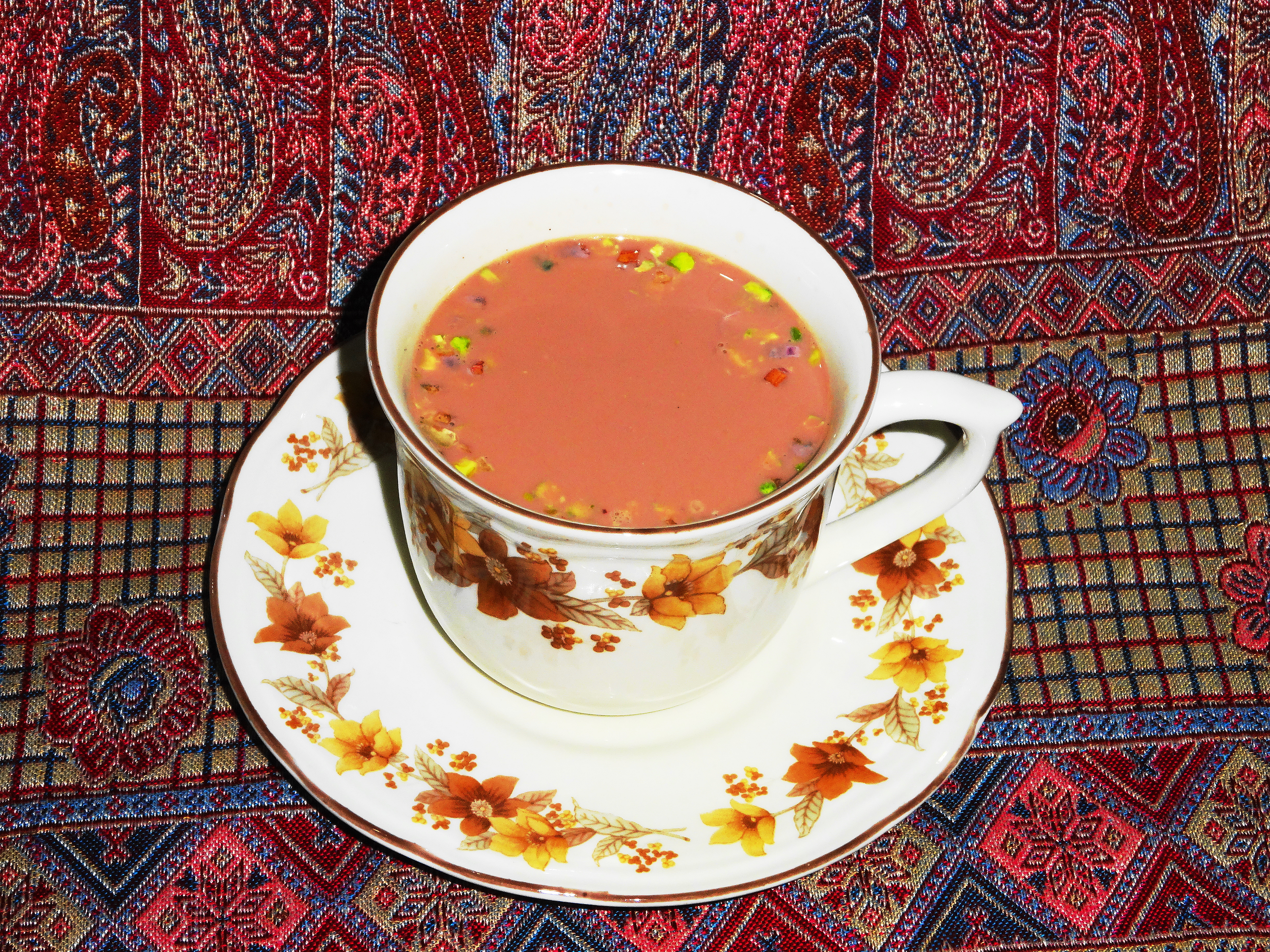
Noon chai: aux éclats de pistaches.

#### Boissons
- Qahwa, thé vert aux amandes
- Noon chai/Sheer chai
- Maughal chai
- Lipton chai
- Laiss, le lassi salé plutôt consommé en dehors de repas
- Nyumb Traesh, citronnade à l'indienne

|  |  |

## Influences historiques
Les musulmans moghols, en envahissant le nord de l'Inde, y ont apporté leurs recettes et modes de cuisson, en particulier les kebabs et la cuisson au tandoor ou tandoori : les naans, le poulet tandoori, etc.
De même, les ingrédients venus des Amériques (piments, pommes de terre, tomates, maïs) ont été intégrés dans les habitudes culinaires.
Certaines cuisines régionales ont également été influencées par les pays colonisateurs. Ainsi, les villes « comptoirs » de pays comme la France et le Portugal ont cuisiné le porc et le bœuf, peu fréquentes dans les autres régions. Par exemple, le porc qui arrivait du Portugal à Goa dans des tonneaux de vinaigre a donné le porc vindaloo.

## Recettes

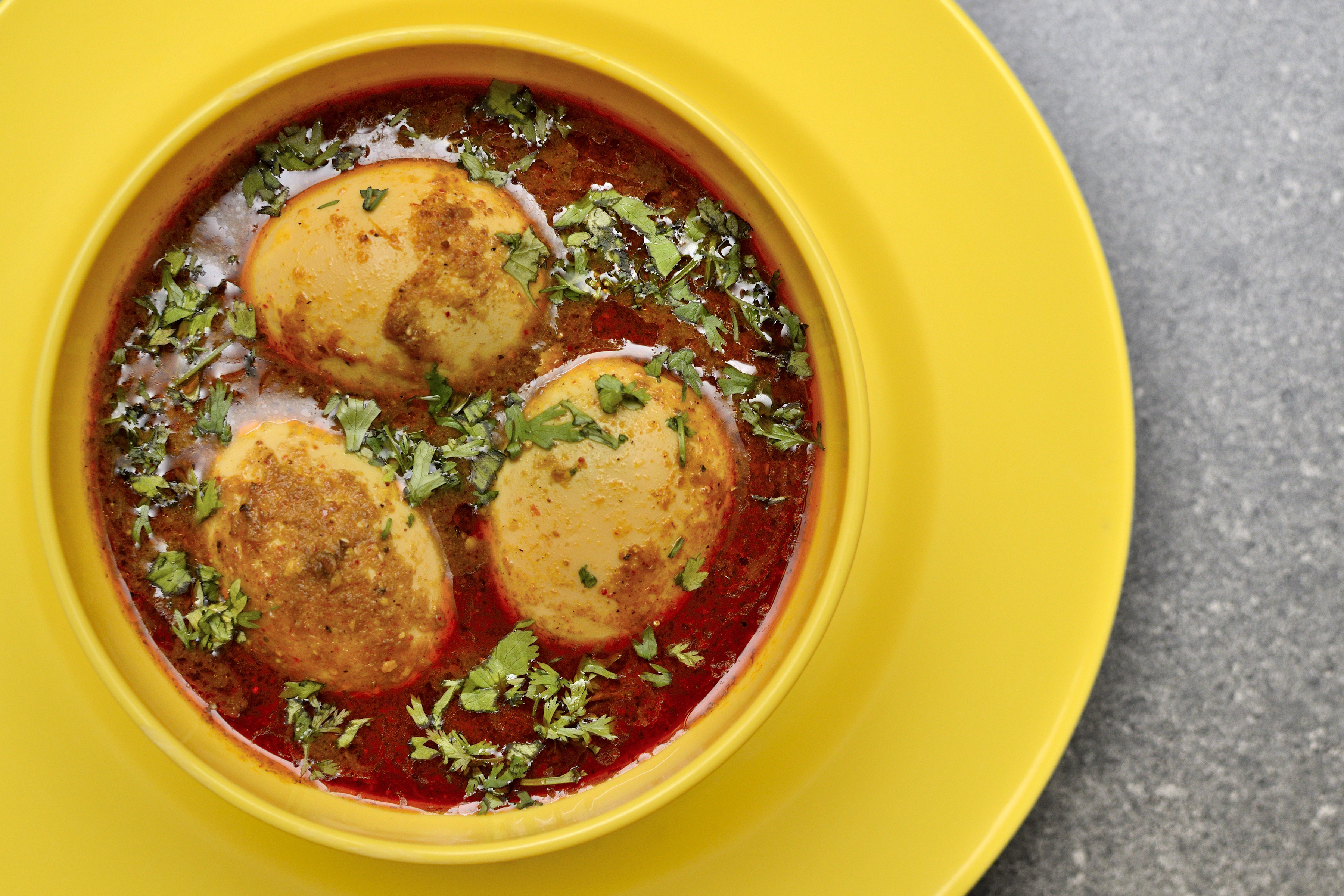
Un plat de la cuisine indienne : "Anda" ou œuf au curry, un plat épicé, pouvant être accompagné de rotis, parathas ou riz. Avril 2021.

### Entrées
Sauf dans certaines régions du pays, la cuisine indienne n'a pas d'entrées ni de plats servis comme en France.
- Dans certaines régions de l'Inde (au Pendjab par exemple), on mange des samoussas, généralement comme coupe-faim ou lors d'un apéritif.
- Pakoras ou beignets de légumes : servis de la même façon que les samoussas et, dans certaines régions, servis même avec le repas.
- Le raïta, à base de yaourt avec concombre ou tomates ou d'autres ingrédients, accompagne les plats dans certaines régions.

### Viandes
- Agneau korma, poulet korma

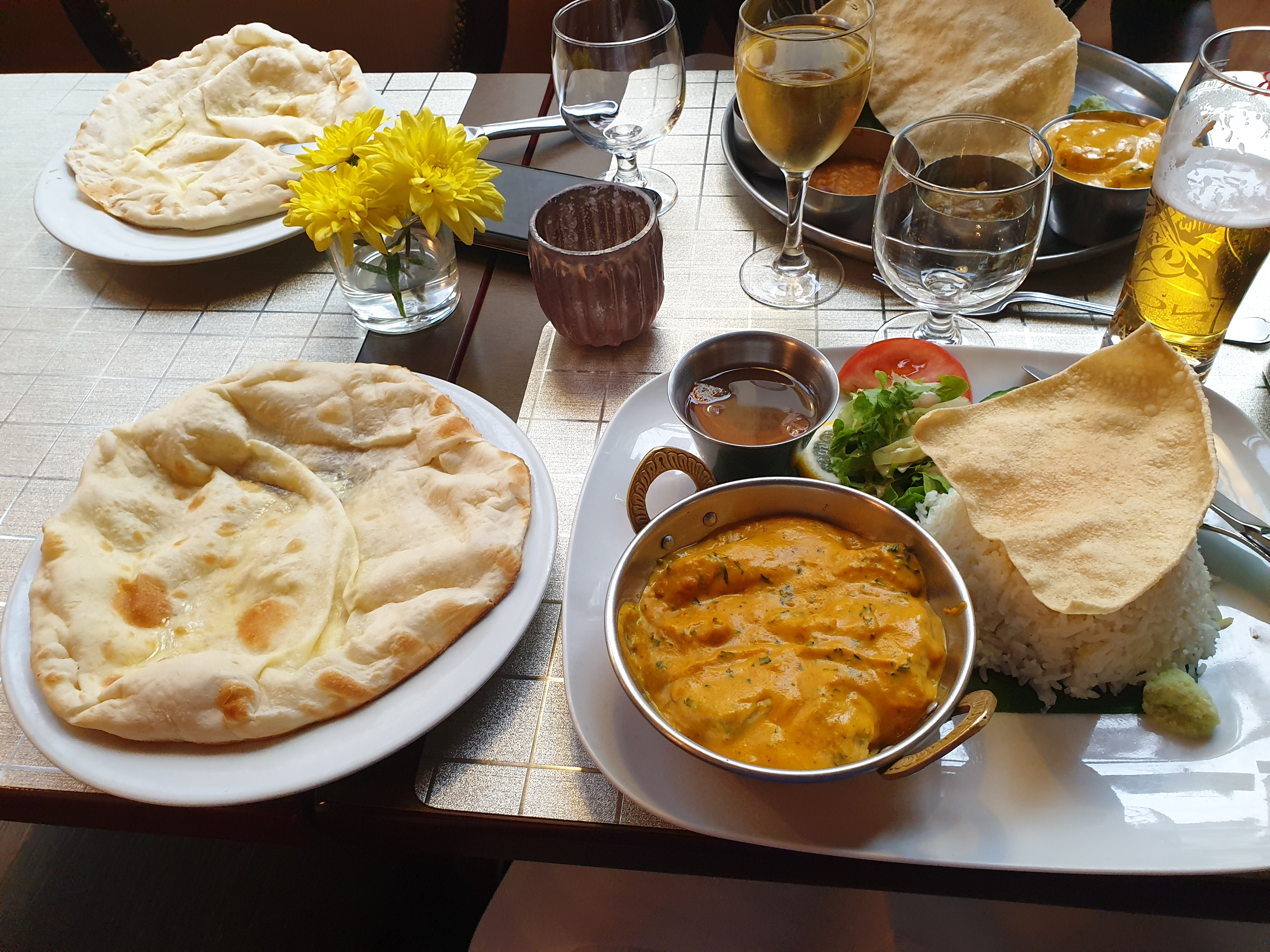
Cuisine indienne dans un restaurant à Paris en 2020.

- Porc vindaloo, une recette de Goa très pimentée
- Poulet tandoori
- Curry d'agneau du Penjab
- Poulet tikka masala

### Poissons
- Curry de poisson kéralais

### Légumeset légumineuses
- Aloo gobi
- Aloo tikki
- Bhajji aux oignons
- Dal
- Dhokla
- Dum aloo
- Palak panir (épinards et fromage)
- Pois chiches
- Saag
- Samosas

### Rizetpains

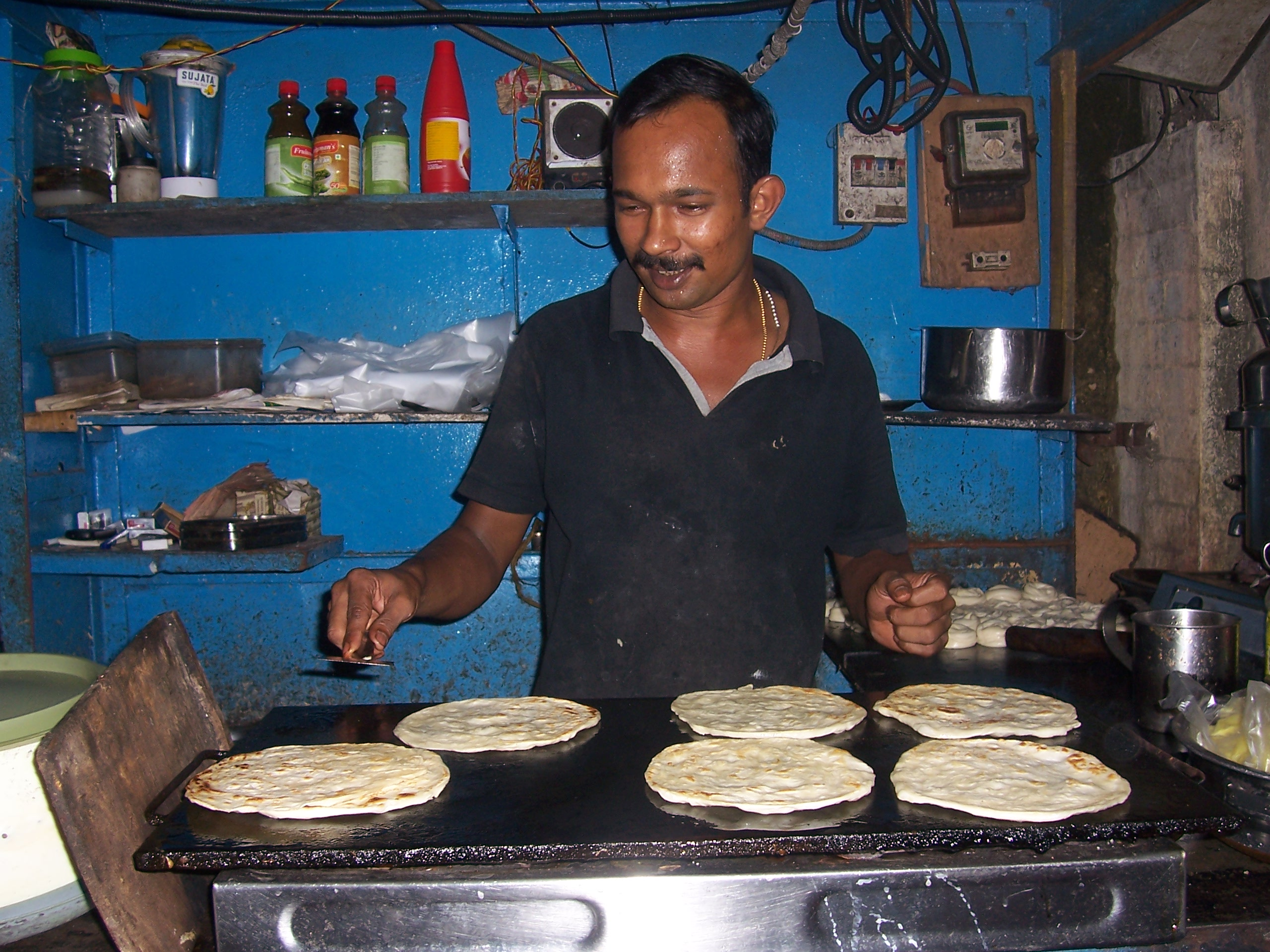
Vendeur de parathas à Cochi.

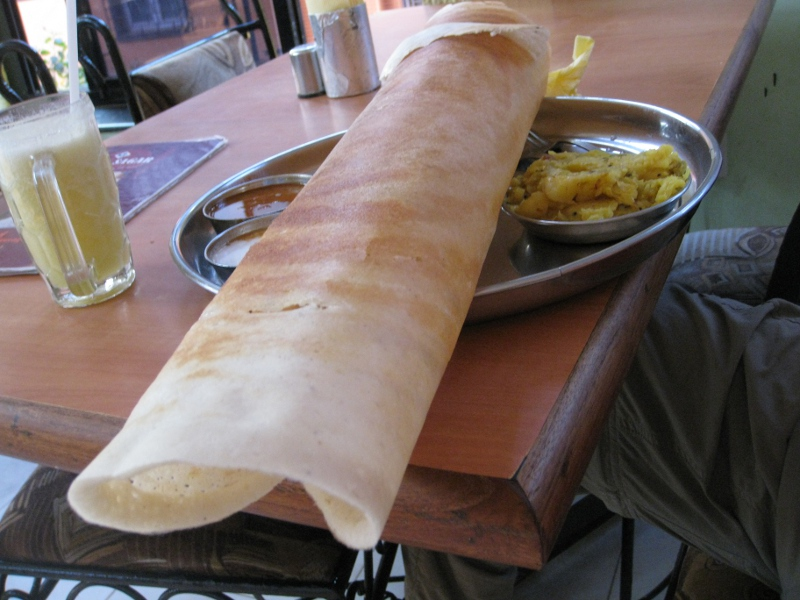
Paper Dosai grand format.

Il y a une très grande variété de pains, de galettes et du riz selon les régions ou les communautés en Inde. En voici quelques-uns, parmi les plus connus en France :
- biryani, le riz avec ou sans viande, mangé surtout dans les restaurants et dans certaines régions en Inde ;
- bisi bele bath, plat épicé à base de riz et lentilles originaire de l'État du Karnataka ;
- chapati ou roti, la galette de tous les jours, à base de farine de blé complet, mangée dans les familles en Inde du Nord. Il y a plusieurs manières de préparer les chapatis ;
- dosaï, la galette du sud de l'Inde, qui ressemble à une crêpe. Les masala dosaï sont fourrés et salés ;
- naan, la galette à base de farine, cuite au tandoor et servie surtout dans les restaurants moghuls ;
- papadum, comme on dit en Inde du Sud, ou papad comme on dit en Inde du Nord, galette frite et croustillante qui joue le même rôle en quelque sorte que les chips en France. De nombreuses variétés existent ;
- paratha, galette frite à base de farine de blé. Il existe plusieurs manières de préparer les paratha (fourrée, etc.) ;
- pouri, galette moelleuse frite, petite, ronde et gonflée.

### Desserts
Le choix des desserts est très varié et change en fonction de la région. On citera notamment :
- le gulab jamun, des petits babas parfumés à l'eau de rose ;
- le kesari bhath, une préparation à base de semoule et de safran ;
- le kulfi, une glace aux pistaches ou nature, ou parfumée ;
- le mysore pak, une préparation à base de ghi, sucre et farine de pois chiches ;
- le soan papdi, des flocons sucrés et parfumés à la cardamome.

### Boissons
Le choix de boissons est très varié et change en fonction de la région et des communautés. Généralement, les Indiens ne boivent que de l'eau pendant les repas et les boissons sont prises soit lors d'un apéritif ou comme « coupe-soif ». Parmi les boissons les plus connues en France, il y a :
- le chai, dont la consommation a surtout commencé dans les régions du nord de l'Inde au début du XXe siècle, sous l'Inde britannique. C'est le thé au lait sucré et parfois épicé avec du gingembre, de la cardamome, de la cannelle, etc. ;
- le lassi, boisson à base de yaourt : nature, sucré ou salé ;
- le nimbu pani ou neebou pani, sorte de limonade indienne.
- le Indian filter coffee, café au lait sucré traditionnel et typique du sud de l'Inde ;

Et moins connus, l’asha, liqueur du Rajasthan et le chang, bière du Sikkim et du Ladakh.

### Filmographie
- L'Explorateur des cuisines. Inde, film de Frédéric Réau, Gédéon programmes, Paris, 2008, 52 min (DVD)